# Corycaeus ovalis
Corycaeus ovalis är en kräftdjursart som beskrevs av Claus 1863. Corycaeus ovalis ingår i släktet Corycaeus och familjen Corycaeidae. Inga underarter finns listade i Catalogue of Life.